# Sattel
Sattel  is een gemeente en plaats in het Zwitserse kanton Schwyz, en maakt deel uit van het district Schwyz.
Sattel telt 1.854 inwoners.